# Carapaus alimados
 (novembre 2022).
Si vous disposez d'ouvrages ou d'articles de référence ou si vous connaissez des sites web de qualité traitant du thème abordé ici, merci de compléter l'article en donnant les références utiles à sa vérifiabilité et en les liant à la section « Notes et références ».
 (novembre 2022).
Le carapaus alimados est une entrée typiquement portugaise de la région de l'Algarve. C'est un plat qui se mange froid, donc conseillé pour l'été, sauf en Algarve, où le climat est chaud toute l'année.

## Recette
- des chinchards cuits dans l'eau (carapau est le nom portugais du chinchard) ;
- de l'huile d'olive ;
- du vinaigre ;
- des oignons ;
- de l'ail ;
- une sauce avec du persil ;
- du sel.